# 斐迪南·腓特烈·奧古斯特
斐迪南·腓特烈·奧古斯特（德語：Ferdinand Friedrich August，1763年10月22日—1834年1月20日），奧地利的一名陸軍元帥，符騰堡公爵腓特烈二世·歐根的第五子。